# Nidome no Jinsei o Isekai de
Nidome no Jinsei o Isekai de (Nhật: 二度目の人生を異世界で tạm dịch: Cuộc sống lần thứ hai trong một thế giới khác) là một loạt light novel Nhật Bản do MINE sáng tác và Kabocha minh họa. Bắt nguồn từ những chương tiểu thuyết mạng trên website Shōsetsuka ni Narō, tập đầu tiên của light novel đã được ấn hành vào tháng 11 năm 2014 bởi nhà xuất bản Hobby Japan dưới ấn hiệu HJ Novels. Tính đến tháng 5 năm 2018, đã có 18 tập tiểu thuyết ra mắt tại Nhật Bản, và việc in ấn tác phẩm hiện đang trong giai đoạn đình bản. Một chuyển thể manga do Abou Satoru thực hiện đang được đăng tải thường kỳ trên dịch vụ web ComicWalker của Kadokawa Shoten, và đã phát hành được năm tập tankōbon. Tác phẩm cũng được lên kế hoạch sản xuất anime truyền hình bởi hãng Seven Arcs Pictures và dự kiến phát sóng vào tháng 10 năm 2018, trước khi dự án bị hủy bỏ vào ngày 6 tháng 6 cùng năm. J-Novel Club và Nhà xuất bản Đông Lập đã phát hành tiểu thuyết phiên bản tiếng Anh và tiếng Trung lần lượt tại Bắc Mỹ và Đài Loan.
Tác phẩm và chính tác giả của nó đã vấp phải nhiều sự chỉ trích vì các tài liệu và phát ngôn được miêu tả là "kích động thù hằn dân tộc" liên quan đến Trung Quốc và Hàn Quốc có trong tiểu thuyết, cũng như trong các tweet cá nhân của MINE từ năm 2012 đến 2015.

## Cốt truyện
Kunugi Renya (功刀蓮弥) xuất thân trong một gia đình truyền thống võ sĩ đạo, là một cựu binh Lục quân Đế quốc Nhật Bản và đã trực tiếp tham gia cuộc Chiến tranh Trung-Nhật thời Thế chiến thứ hai. Trong suốt cuộc đời, ông đã giết rất nhiều người bằng thanh katana sắc bén và kiếm kỹ tuyệt vời của mình cho đến khi mãn nguyện tạ thế ở tuổi 94. Tuy nhiên, Renya bị buộc phải tái sinh vào một thế giới khác với hình hài được trả về thành một nam thanh niên mới khoảng đôi mươi. Vị nữ thần đã ban cho Renya kiếp sống thứ hai sau đó tiếp tục giao cho anh nhiệm vụ "cứu rỗi" thế giới mới, nơi có rất nhiều linh hồn không thể siêu thoát do bị hạ sát một cách tàn bạo. Renya, người lúc này đã không còn ký ức về tiền kiếp, miễn cưỡng nhận lời sau khi anh bị thuyết phục rằng mình sẽ có cơ hội nếm trải các của ngon vật lạ trong thế giới mới, cũng như lời hứa từ vị nữ thần rằng cô sẽ ban cho anh một vài ân huệ đặc biệt như phép thuật hay kỹ thuật chiến đấu.
Thế giới mới nơi Renya chuyển sinh có tên Eldora, mang màu sắc của các câu chuyện giả tưởng thời Trung Cổ ở Tây Âu, với sự tồn tại của nhiều chủng tộc khác nhau như con người, elf, long nhân, người thú và quái vật. Các chủng tộc này sinh sống tại những khu vực riêng biệt nhưng rất thường xuyên xảy ra giao tranh, dẫn đến các cuộc thảm sát đẫm máu. Lúc vừa đặt chân đến Eldora, Renya được trao một cây kiếm gỗ và được hướng dẫn bởi một giao diện người dùng ảo giống như trong các trò chơi trực tuyến mà chỉ mình anh mới truy cập được. Sau khi giải thoát hai thiếu nữ xinh đẹp có tên Shion Femme-Fatale (シオン＝ファム＝ファタール) và Rona Chevalier (ローナ＝シュヴァリエ) khỏi sự ức hiếp của một đám lính đánh thuê, anh cùng họ lên đường thực hiện nhiệm vụ đầu tiên là tiêu diệt một đàn yêu tinh dạng goblin sắp sửa tấn công một ngôi làng của con người. Bằng những kiếm kỹ bẩm sinh và cảm giác mơ hồ về tiền kiếp, Renya đánh bại hoàn toàn đàn goblin trước sự ngưỡng mộ của hai người bạn đồng hành. Họ quyết định lập thành một đội và cùng nhau thực thi các nhiệm vụ khác ở Eldora như những nhà thám hiểm.

## Phương tiện truyền thông

### Light novel
MINE công bố câu chuyện dưới dạng tiểu thuyết mạng trên website Shōsetsuka ni Narō có nội dung do người dùng tạo kể từ ngày 3 tháng 1 năm 2014. Sau những tranh cãi về nội dung tiểu thuyết và phát ngôn cá nhân của tác giả, MINE thông báo vào ngày 5 tháng 6 năm 2018 rằng anh sẽ ngưng việc đăng tải các chương mới lên trang web này. Hobby Japan được ủy quyền ấn hành light novel tại Nhật Bản, và đã ra mắt tập đầu tiên, với các minh họa từ Kabocha, dưới ấn hiệu HJ Novels của họ vào tháng 11 năm 2014. Ấn bản tiếng Trung tại Đài Loan được phát hành bởi Nhà xuất bản Đông Lập từ ngày 20 tháng 1 năm 2016; trong khi nhà xuất bản Hoa Kỳ J-Novel Club thông báo họ đã mua bản quyền phát hành bản Anh ngữ của tiểu thuyết tại Bắc Mỹ vào ngày 13 tháng 1 năm 2018. Ngày 6 tháng 6 cùng năm, tiếp sau những tranh cãi trước đó, HJ Novels ra quyết định đình bản loạt tiểu thuyết, lúc bấy giờ đã phát hành được 18 tập. Ngày 15 tháng 6, J-Novel Club cũng thông báo sẽ ngừng phát hành bản tiếng Anh của light novel kể từ ngày 1 tháng 7.
| #  | Ngày phát hành tiếng Nhật | ISBN tiếng Nhật   |
| -- | ------------------------- | ----------------- |
| 1  | 22 tháng 11, 2014         | 978-4-7986-0922-5 |
| 2  | 22 tháng 1, 2015          | 978-4-7986-0948-5 |
| 3  | 20 tháng 3, 2015          | 978-4-7986-0984-3 |
| 4  | 22 tháng 5, 2015          | 978-4-7986-1017-7 |
| 5  | 23 tháng 7, 2015          | 978-4-7986-1051-1 |
| 6  | 19 tháng 9, 2015          | 978-4-7986-1074-0 |
| 7  | 21 tháng 11, 2015         | 978-4-7986-1118-1 |
| 8  | 22 tháng 1, 2016          | 978-4-7986-1154-9 |
| 9  | 24 tháng 3, 2016          | 978-4-7986-1197-6 |
| 10 | 21 tháng 5, 2016          | 978-4-7986-1228-7 |
| 11 | 22 tháng 7, 2016          | 978-4-7986-1264-5 |
| 12 | 23 tháng 9, 2016          | 978-4-7986-1290-4 |
| 13 | 24 tháng 11, 2016         | 978-4-7986-1328-4 |
| 14 | 21 tháng 1, 2017          | 978-4-7986-1368-0 |
| 15 | 34 tháng 3, 2017          | 978-4-7986-1412-0 |
| 16 | 22 tháng 6, 2017          | 978-4-7986-1467-0 |
| 17 | 21 tháng 10, 2017         | 978-4-7986-1556-1 |
| 18 | 24 tháng 5, 2018          | 978-4-7986-1650-6 |

### Manga
Abou Satoru đã thực hiện một chuyển thể manga dài kỳ trên dịch vụ web ComicWalker của nhà xuất bản Kadokawa Shoten từ ngày 22 tháng 6 năm 2016, với tập tankōbon đầu tiên phát hành vào ngày 24 tháng 11 cùng năm. Manga bị gián đoạn vào tháng 5 năm 2018 sau những tranh cãi về tác giả. Nó được đăng trở lại kể từ ngày 22 tháng 8 cùng năm.
| # | Ngày phát hành tiếng Nhật | ISBN tiếng Nhật   |
| - | ------------------------- | ----------------- |
| 1 | 24 tháng 11, 2016         | 978-4-04-068705-6 |
| 2 | 23 tháng 6, 2017          | 978-4-04-069194-7 |
| 3 | 23 tháng 9, 2017          | 978-4-04-069436-8 |
| 4 | 22 tháng 1, 2018          | 978-4-04-069750-5 |
| 5 | 6 tháng 6, 2018           | 978-4-04-069881-6 |
| 6 | 22 tháng 2, 2019          | 978-4-04-065125-5 |

### Anime
Một chuyển thể anime truyền hình được công bố vào ngày 22 tháng 5 năm 2018, và người ta có kế hoạch phát sóng phim từ tháng 10 cùng năm. Bộ phim do Motonaga Keitaro đạo diễn với kịch bản phụ trách bởi Kouno Takamitsu, Machida Touko, Nakamura Koujirou và Higurashi Chabo, cùng phần hoạt họa do Seven Arcs Pictures sản xuất.  Takahoko Makoto là người thiết kế nhân vật cho anime dựa trên các minh họa gốc của Kabocha. Tuy nhiên vào ngày 6 tháng 6 năm 2018, việc sản xuất và phát sóng bộ phim được thông báo là sẽ bị hủy bỏ sau những tranh cãi xoay quanh tác giả MINE và tiểu thuyết nguyên tác.

## Đón nhận
Một báo cáo vào tháng 6 năm 2018 cho thấy phiên bản tiểu thuyết mạng của Nidome no Jinsei o Isekai de trên Shōsetsuka ni Narō đã thu hút hơn 189 triệu lượt xem.

### Tranh cãi
Sau khi có thông báo về một chuyển thể anime đang trong giai đoạn sản xuất, tiểu thuyết và tác giả của nó phải đối mặt với các cáo buộc phân biệt chủng tộc. Nhiều bình luận trên Twitter phàn nàn việc tác phẩm này lấy nhân vật chính từng tham gia Chiến tranh Trung-Nhật, trong đó anh ta đã giết hơn 3.000 người bằng một thanh katana, rồi lại giết thêm khoảng 2.000 người nữa sau khi cuộc chiến kết thúc. Thời báo Hoàn Cầu ngay lập tức có bài viết chỉ trích Nidome no Jinsei o Isekai de, gọi nó là một "cuốn tiểu thuyết kinh khủng" và cáo buộc nó gợi nhắc đến vụ Thảm sát Nam Kinh. Ngoài ra, công chúng tìm lại những bài tweet từ năm 2013 đến 2015 của tác giả MINE, bị cáo buộc là có chứa lời lẽ xúc phạm và phân biệt chủng tộc về Trung Quốc, cũng như  các tweet từ năm 2012 đến 2014 có những thông điệp tương tự bài trừ Hàn Quốc.
Ngày 5 tháng 6 năm 2018, tác giả MINE đưa ra lời xin lỗi trên Twitter. Anh cũng đã xóa toàn bộ bài tweet trước đây và có ý định rời bỏ Twitter sau khi lời xin lỗi được lan truyền. Về nội dung của loạt light novel, MINE tuyên bố anh sẽ ngừng việc đăng tải tiểu thuyết mạng trên Shōsetsuka ni Narō và sẽ bắt đầu thảo luận với nhà xuất bản tiểu thuyết để chỉnh sửa những tài liệu bị cho là không phù hợp trong các ấn bản đã phát hành. Tuy nhiên khi được Oricon hỏi về phương hướng cụ thể trong khâu chỉnh sửa, Hobby Japan đã từ chối trả lời.
Ngày 6 tháng 6, các diễn viên lồng tiếng Masuda Toshiki, Nakajima Megumi và Yasuno Kiyono đồng loạt tuyên bố rút khỏi khâu sản xuất của anime. Các seiyū này được dự định sẽ lồng tiếng lần lượt cho Kunugi Renya, Rona Chevalier và Shion Femme-Fatale. Cùng ngày, công ty quản lý tài năng 81 Produce thông báo rằng Yamashita Nanami, người sẽ lồng tiếng cho vị nữ thần trong phim, cũng sẽ không tiếp tục tham gia dự án. Cũng trong ngày 6 tháng 6, website chính thức của anime bị ngắt truy cập trên toàn thế giới ngoại trừ Nhật Bản, trả về lỗi 403 Forbidden. Ủy ban sản xuất sau đó đăng thông báo rằng việc sản xuất và phát sóng anime đã bị hủy do các tranh cãi, và xin lỗi vì sự cố này. Nhà xuất bản Hobby Japan cũng đưa ra lời xin lỗi ngay sau đó. Ngày tiếp theo, Asahi Shimbun tường thuật rằng nhà xuất bản đã quyết định đình chỉ việc phát hành loạt tiểu thuyết.
Ngày 15 tháng 6, J-Novel Club thông báo họ sẽ không tiếp tục phát hành bản tiếng Anh của light novel kể từ ngày 1 tháng 7 năm 2018, và sẽ không còn bán tiểu thuyết này nữa trong khi "đang chờ tư vấn thêm với các chủ sở hữu tác quyền ở Nhật Bản".